# Герб Намского улуса
Герб муниципального образования «Намский улус» Республики Саха (Якутия) Российской Федерации.
Герб утверждён решением Собрания депутатов муниципального образования «Намский улус» № 22-8 от 25 ноября 2004 года.
Герб внесён в Государственный геральдический регистр Российской Федерации под регистрационным номером № 1698.

## Описание герба
«В лазоревом поле над выщербленной зелёной, тонко завершённой серебром оконечностью — серебряный лебедь с червлёными клювом и лапами, прямо летящий и обернувшийся вправо. Во главе семь серебряных дугообразно расположенных якутских алмазов (фигуры в виде поставленных на угол квадратов, каждый из которых расторгнут на шесть частей: накрест и наподобие двух сходящихся по сторонам стропил)».

## Описание символики герба
У удэгейского рода, присоединившегося к намскому роду во времена правления Тыгына, тотемом, покровителем и прародительницей рода, божественной птицей считался белый лебедь. С тех пор весь Намский улус боготворит и поклоняется лебедю. Белая волнообразная полоса олицетворяет реку Лена, на обоих берегах которой расположен улус.
Алмазы в особой стилизации, аналогичной их стилизации в Государственном гербе Республики Саха (Якутия), обозначают административно-территориальную принадлежность муниципального образования к Республике Саха (Якутия).

## История герба
Первоначально герб Намского улуса и Положение о нём были утверждены 2 апреля 2004 года Решением Улусного совета № 16-4.. После внесения изменений по рекомендации Государственного геральдического совета при Президенте РФ 25 ноября 2004 года были утверждены новые описание герба и его символики (рисунок герба не изменялся).
Авторы герба: Петухов Михаил Романович (с. Намцы), компьютерный дизайн: Матвеев Артур Матвеевич (г. Якутск).